# Mössensee
Der Mössensee liegt in der Mecklenburgischen Seenplatte 4,5 Kilometer südlich von Mirow im Süden Mecklenburg-Vorpommerns. Der Mössensee ist Teil der südlich von Mirow befindlichen Seenkette aus Zotzensee, Mössensee, Vilzsee, Mirower Adlersee, Zethner See, Schwarzer See und Fehrlingsee.
Er ist zirka 2,5 Kilometer lang und zwischen 100 und 300 Meter breit. Er hat eine von Norden nach Süden langgestreckte schmale Form, die mehr an einen Flusslauf als an einen See erinnert. Der See hat im Norden seinen Zufluss vom Zotzensee und im Süden seinen Abfluss zum Vilzsee. Im Südteil hat der See zwei ausgeprägte Buchten. Im Westen grenzt der See an die Halbinsel Mirower Holm. Die Seeufer sind fast durchgängig bewaldet und schilfbestanden.
Der See ist Bestandteil der 32 Kilometer langen Bundeswasserstraße Müritz-Havel-Wasserstraße der Wasserstraßenklasse I; zuständig ist das Wasserstraßen- und Schifffahrtsamt Oder-Havel.
1593 wurde der See als die Mossen schriftlich erwähnt. Der Name leitet sich vom slawischen *Mъšьna mit der Bedeutung die „Moosige, Moorige, Morastige“ ab.